# Akumulator 1
Akumulator 1 – czeska komedia z 1994 roku, w reżyserii Jana Svěráka.

## Fabuła
Geodeta Olda Soukup (Petr Forman) zaczyna odczuwa brak energii życiowej. Nie jest w stanie zareagować, gdy jego dziewczyna Jitka (Tereza Pergnerová) zdradza go z kolegą z pracy Slezákiem (Bolek Polívka). Trafia do szpitala wraz z trapionym podobną dolegliwością Mikulikiem (Jiří Kodet). Wszystkie badania wskazują, że jest zdrowy. Diagnozę stawia podający się za lekarza medycyny naturalnej, Fisarek (Zdeněk Svěrák). Okazuje się, że przyczyną był udział w ankiecie ulicznej, która została wyemitowana w programie telewizyjnym. Drugie ja Oldy pozostało w telewizyjnej rzeczywistości i wysysa z niego energię poprzez ekran telewizora. Aby nie ulec chorobie, Olda nie może przebywać w pobliżu włączonego odbiornika telewizyjnego.

## Obsada
- Petr Forman – Olda Soukup
- Edita Brychta – Anna
- Zdeněk Svěrák – uzdrowiciel doktor Fisarek
- Bolek Polívka – Slezák
- Marián Labuda – nauczyciel Zima
- Tereza Pergnerová – Jitka
- Jiří Kodet – Mikulík
- Ivan Vyskočil – dr Stach
- Ladislav Smoljak – dozorca